# Cláudio (piłkarz)
Cláudio Cristóvão Pinho (ur. 18 lipca 1922, zm. 2 maja 2000) – piłkarz brazylijski znany jako Cláudio lub Cláudio Pinho, napastnik.
Urodzony w Santos Cláudio karierę piłkarską rozpoczął w 1940 roku w klubie Santos FC. Jako gracz Santosu wziął udział w turnieju Copa América 1942, gdzie Brazylia zajęła trzecie miejsce. Cláudio zagrał w trzech meczach – z Chile (zdobył bramkę, potem zastąpił go Amorim), Argentyną i Ekwadorem.
W 1942 na krótko przeszedł do klubu SE Palmeiras, z którym zdobył tytuł mistrza stanu São Paulo (Campeonato Paulista). W 1943 roku znów był graczem Santosu, a w 1945 roku został piłkarzem klubu SC Corinthians Paulista.
Cláudio wziął udział w turnieju Copa Rio Branco 1947, wygranym przez Brazylię.
Jako gracz klubu Corinthians wziął udział w turnieju Copa América 1949, gdzie Brazylia zdobyła tytuł mistrza Ameryki Południowej. Cláudio zagrał w dwóch meczach – z Boliwią (zdobył 2 bramki) i Chile (zdobył 1 bramkę).
Razem z klubem Corinthians dwa razy z rzędu zdobył mistrzostwo stanu São Paulo – w 1951 i 1952 roku.
Nadal jako piłkarz klubu Corinthians wziął udział w turnieju Copa América 1953, gdzie Brazylia została wicemistrzem Ameryki Południowej. Cláudio zagrał w trzech meczach – z Ekwadorem (zdobył bramkę), Paragwajem (zmienił na boisku Julinho) i w decydującym o mistrzowskim tytule barażu z Paragwajem.
Następnie razem z Corinthiansem zdobył w 1954 roku swój czwarty tytuł mistrza stanu São Paulo.
W klubie Corinthians Cláudio grał do początku 1957 roku, po czym został graczem zespołu São Paulo FC.
Jako gracz klubu São Paulo wziął udział w turnieju Copa América 1957, gdzie Brazylia została wicemistrzem Ameryki Południowej. Cláudio zagrał tylko w meczu z Kolumbią, w którym zastąpił na boisku Joela.
W 1960 roku, jako gracz São Paulo FC, zakończył karierę piłkarską.